# Zemlin-Tableau

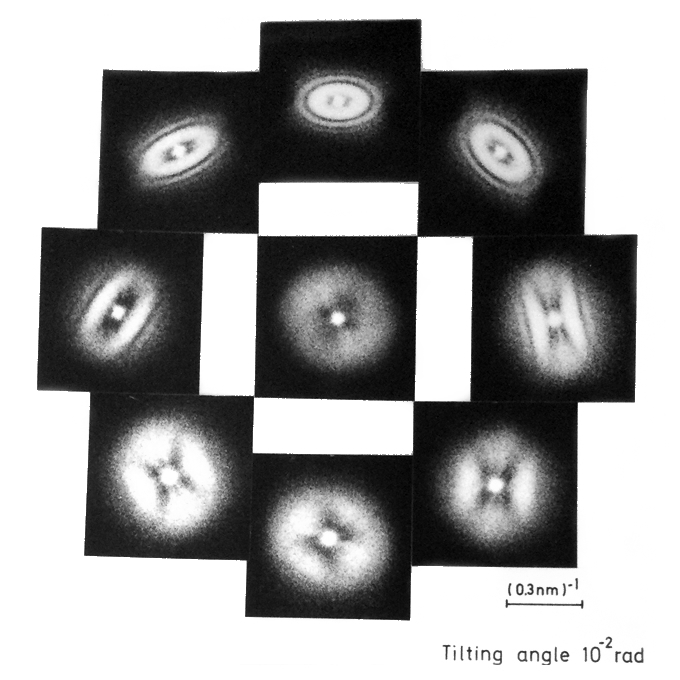
Zemlin-Tableau vor der Korrektur der axialen Koma

Ein Zemlin-Tableau (auch „Diffraktogramm-Tableau“ genannt) ist eine Tafel in der die Powerspektren elektronenmikroskopischer Aufnahmen kreisförmig angeordnet sind.

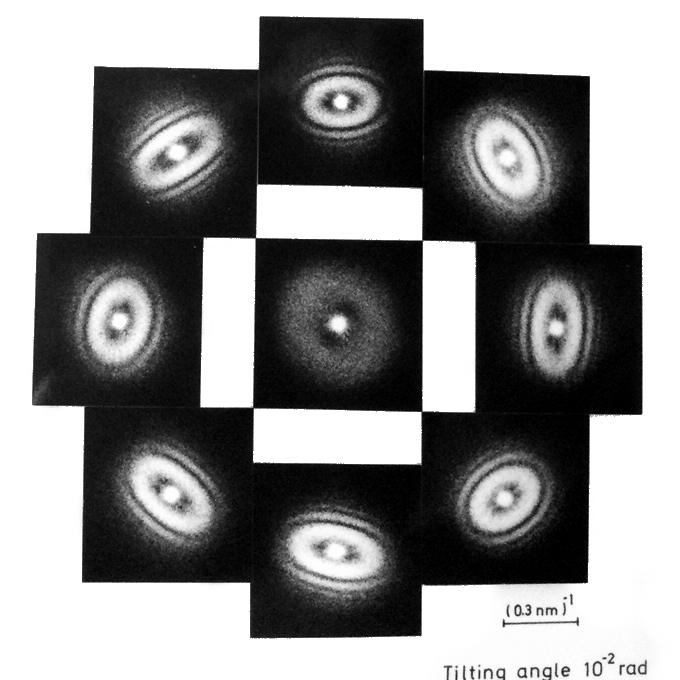
Zemlin-Tableau nach der Korrektur der axialen Koma

Das Erstellen eines Zemlin-Tableau geschieht schrittweise: Zunächst wird eine Serie von elektronenmikroskopischen Aufnahmen mit unterschiedlichen gekippten Bestrahlungen des Präparates gemacht. Dabei wird der Kippwinkel der Strahlrichtung zur optischen Achse konstant gehalten, der Azimut der Bestrahlungsrichtung aber von Aufnahme zu Aufnahme von 0 bis 2 π neu eingestellt. So dass die Bestrahlung jeweils längs der Mantellinie eines Kegels verläuft. Die Achse des Kegels ist die optische Achse des Objektivs.

Skizze für Bestrahlungswinkel zum Erstellen eines Zemlin-Tableaus

 Anschließend werden die Aufnahmen Fourier-transformiert und die Powerspektren entsprechend der Azimute der Bestrahlung auf einem Kreis angeordnet. Als Präparat nimmt man vorzugsweise eine Kohlefolie, weil Kohlefolie im weiten Bereich ein „weißes“ Raumfrequenzspektrum hat.
Mit dem Zemlin-Tableau wurden optische Aberrationen sichtbar und messbar, die zuvor unerkannt geblieben waren.
Das Verfahren hat sich in der Elektronenmikroskopie weitgehend etabliert.